# Iota Arietis
Iota Arietis (8 Arietis) é uma estrela binária na direção da constelação de Aries. Possui uma ascensão reta de 01h 57m 21.03s e uma declinação de +17° 49′ 03.3″. Sua magnitude aparente é igual a 5.09. Considerando sua distância de 659 anos-luz em relação à Terra, sua magnitude absoluta é igual a −1.44. Pertence à classe espectral K1p.... É um sistema binário espetroscópico.